# Campoforogna
Campoforogna è località del Comune di Rieti, sita nella omonima provincia, nella Regione Lazio; è località turistica montana, estiva e invernale, dell'Appennino Laziale, situata a 1 675 metri sul livello del mare sul monte Terminillo, distante 22 km dalla città di Rieti, con cui è collegata attraverso la Strada statale 4 bis del Terminillo, rappresentando di fatto il centro abitato non comunale più elevato dell'intero Lazio e più in generale dell'intero Appennino.

## Storia

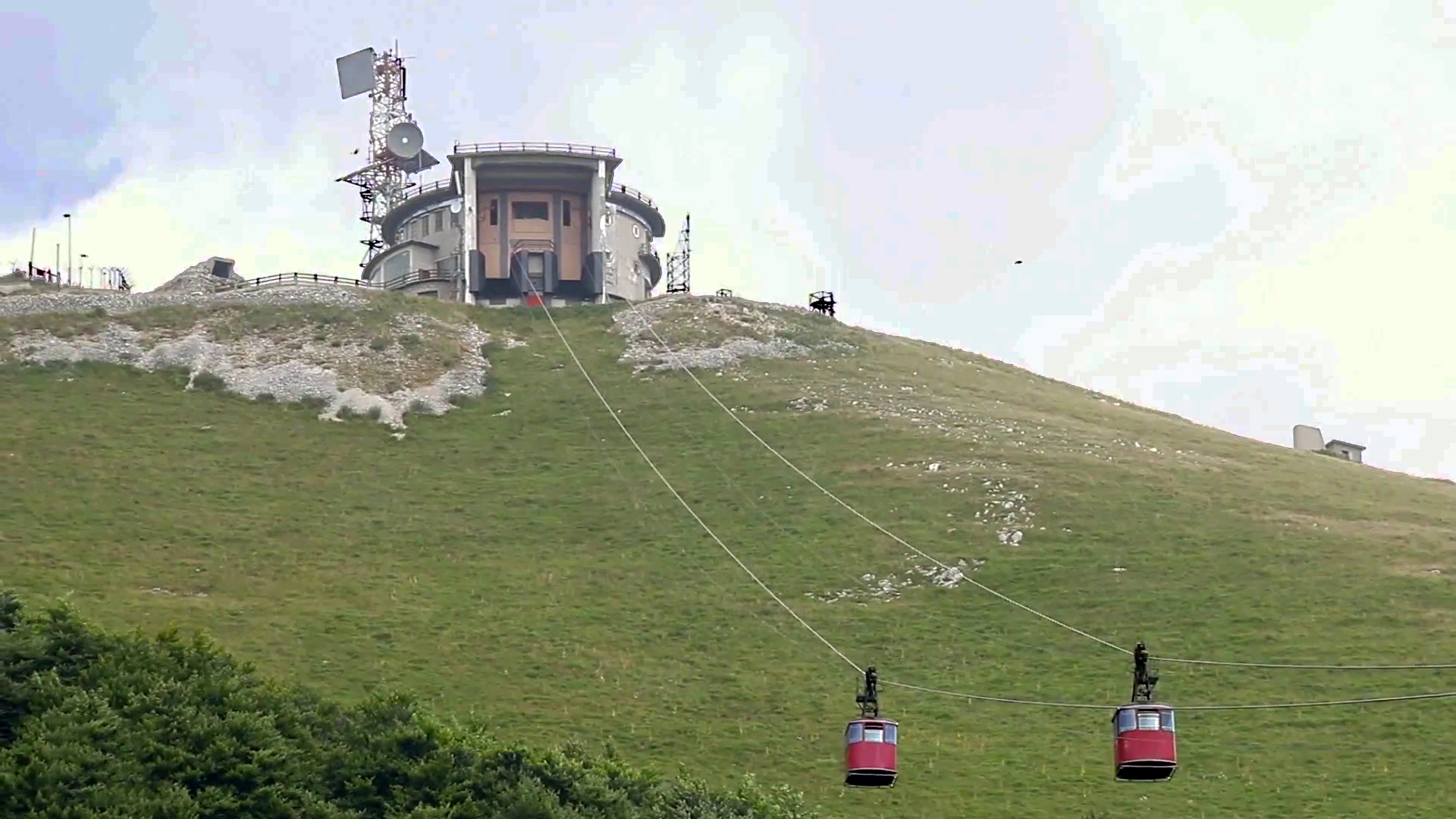
La cima del monte Terminilluccio (1864 m s.l.m.) con la stazione superiore della funivia

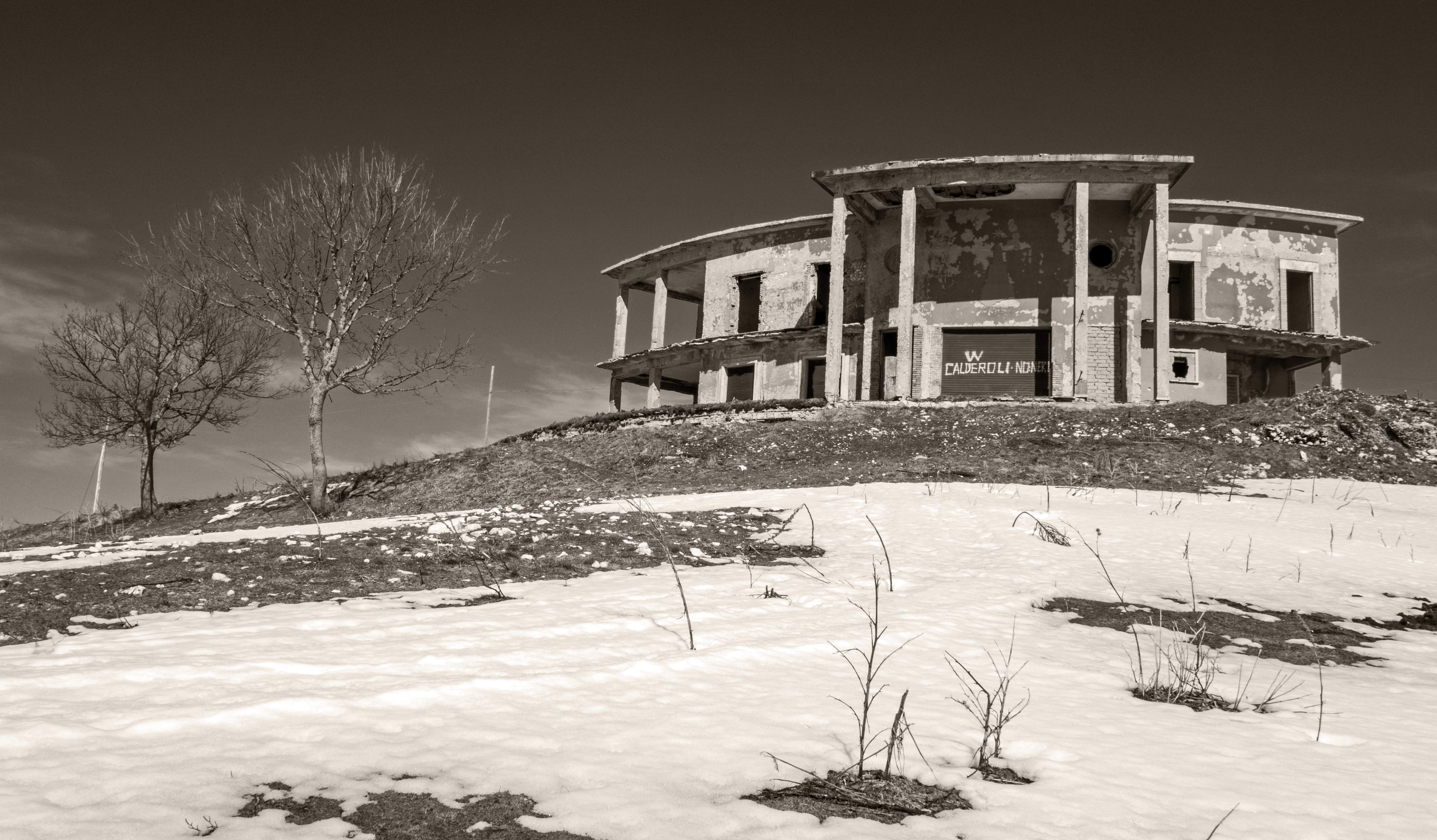
Villa Chigi a Campoforogna

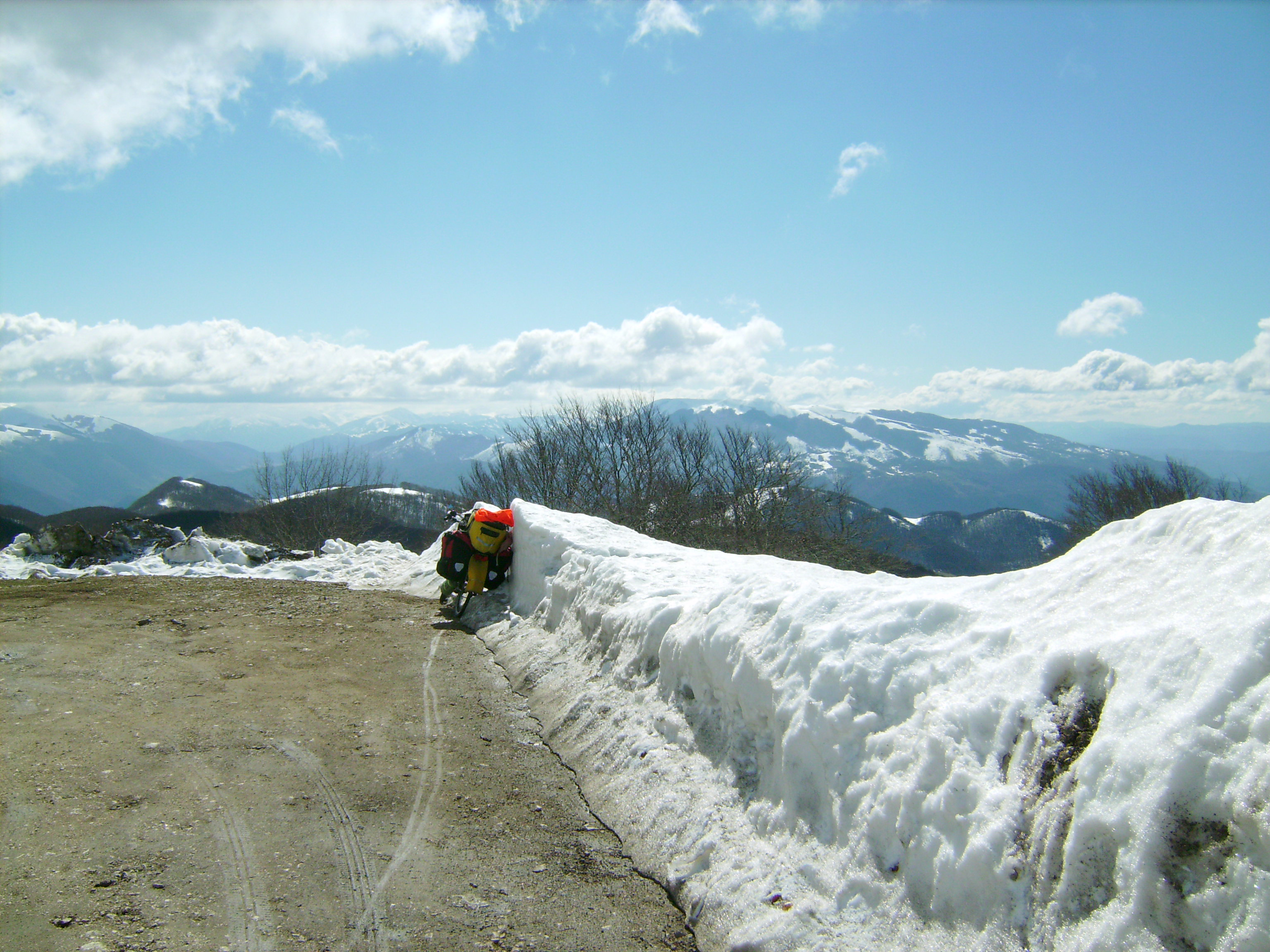
Vista in direzione di Micigliano dall'anello di Campoforogna

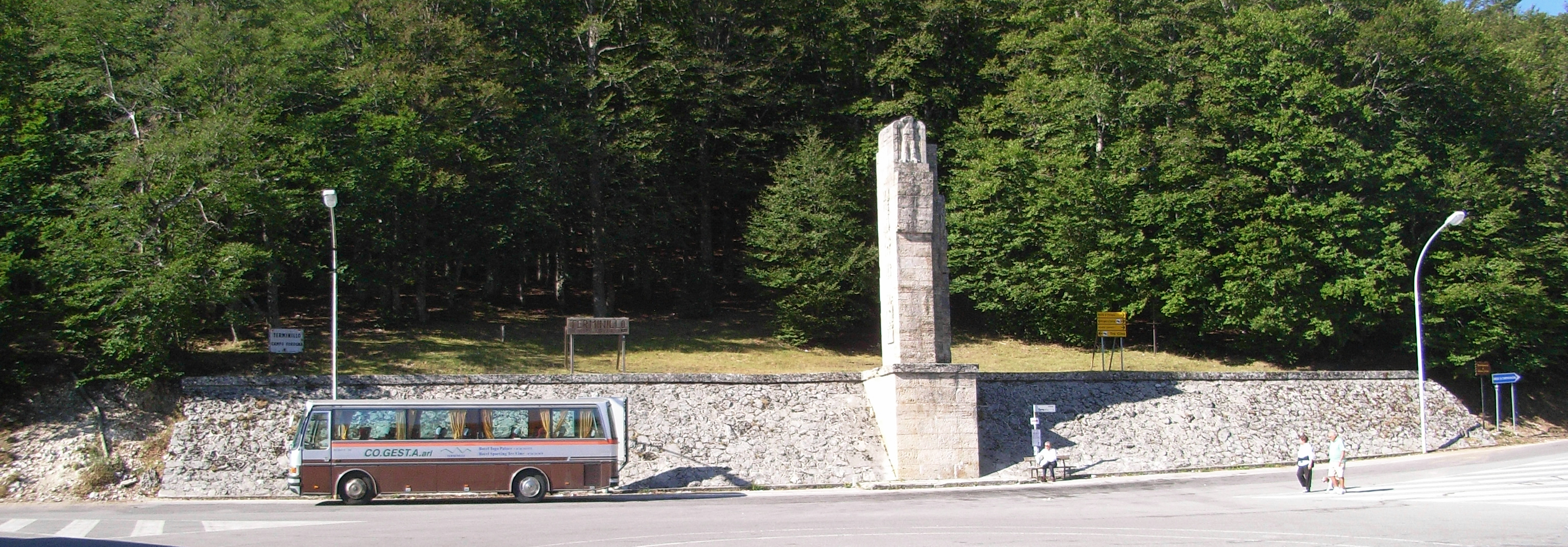
Il piazzale-rotatoria di Campoforogna, dove termina la SS4 bis ed inizia la SP10

Il piazzale di Campoforogna nei primi anni sessanta

Per quanto fino al XX secolo esistessero solo mulattiere sul monte Terminillo, secondo la tradizione locale il toponimo «Campo Forogna» deriverebbe dal latino «campus forum», ad indicare un luogo dove salivano gli abitanti dei diversi paesi per fare mercato.
Lo sfruttamento turistico del monte Terminillo fu fortemente sostenuto da Benito Mussolini, noto frequentatore della montagna, che vi vedeva la "montagna di Roma" su cui realizzare un polo turistico per soddisfare le necessità della borghesia romana, da affiancare a quello di Ostia (la "spiaggia di Roma"). Nel 1932 il principe Ludovico Spada Veralli Potenziani fu contattato dal ministro dell'agricoltura Giacomo Acerbo e dal deputato Angelo Manaresi (presidente dell'Associazione Nazionale Alpini) perché collaborasse al progetto. Il principe, presidente della Società Romana Costruzioni Meccaniche, produttrice di bombe a mano, convinse il proprietario (il conte Ettore Manzolini) a finanziare l'opera, con la promessa di ulteriori commesse belliche. Così nel 1934 fu costituita la Società Anonima Funivie del Terminillo, con capitale di quattro milioni di lire.
All'interno di questo progetto, nel 1933 circa Mussolini ordinò la costruzione della Strada statale 4 bis del Terminillo, completata nel 1938, e di una funivia, inaugurata nel gennaio 1938. Lungo il percorso della statale, nei pressi della sommità, sorsero gli abitati di Pian de' Valli e Campoforogna. Fu tra le prime stazioni sciistiche dell'appennino centrale. In seguito al boom economico del secondo dopoguerra, la stazione fu frequentatissima per tutti gli anni sessanta e settanta, tanto che nel 1962 fu fondato a Rieti il primo Istituto Alberghiero di tutto il Lazio per la formazione di personale di alberghi e ristoranti. Negli anni ottanta e novanta la località ha subìto la concorrenza delle vicine stazioni abruzzesi che, nonostante la maggiore distanza dalla capitale, divennero di colpo più accessibili del Terminillo in seguito alla costruzione dell'Autostrada A24 e per la mancata realizzazione del progetto di adeguamento a quattro corsie della statale SS4 Salaria.
Il piano iniziale prevedeva la realizzazione anche di una seconda funivia, da Campoforogna a Monte Terminilletto (2108 m) ma non fu mai posta la prima pietra.
Nel biennio 2005-2007, all'interno di un piano di riammodernamento degli impianti, sono state installate nuove seggiovie quadriposto ed è previsto un piano complessivo di estensione del chilometraggio delle piste, per completare il collegamento con la Vallonina e gli impianti di Campo Stella. Nel dicembre del 2014 è stato presentato il progetto per l'ampliamento e l'ammodernamento degli impianti del Terminillo. Il progetto ha ricevuto parere favorevole da parte della sovrintendenza ai beni culturali e paesaggistici ed è stato dichiarato conforme con i piani di assetto e di difesa idrogeologica, ma ha ricevuto parere negativo nella valutazione di incidenza ambientale, ed è pertanto in fase di revisione. Nel 2021 il ministro Cingolani ha di fatto bloccato il progetto TSM, imponendo alla Regione l'ennesima rivisitazione del Progetto.
Nel 2017, a Campoforogna, è stata realizzata la prima area sosta camper del Terminillo, nonché la prima area sosta attrezzata per camper e caravan nell'Appennino centrale. Questa infrastruttura è stata concepita per rispondere all'incremento del turismo itinerante nella regione, offrendo ai viaggiatori spazi attrezzati e servizi specifici per soddisfare le esigenze del turismo itinerante. La creazione di quest’area sosta rappresenta un importante passo per valorizzare l'accoglienza turistica nella zona, permettendo al Terminillo di posizionarsi come meta di riferimento per chi desidera esplorare le bellezze naturali e culturali del territorio e dell'Appennino centrale.
Fa parte di Campoforogna anche il "Giro dell'anello", strada particolarmente panoramica lungo la quale è presente la famosa Villa Chigi, Lo stile della villa è molto simile all'architettura della stazione della funivia, entrambe opere dell'ing. Tadolini, architetto di casa reale, e del famoso architetto e scultore Scipione. Parlando di Villa Chigi e del suo proprietario, è importante chiarire quali fossero i frequentatori, in particolare il principe. Esiste una falsa diceria riguardo a una presunta presenza di Benito Mussolini, che non fu mai ospite dei Chigi. Questa affermazione è supportata dal fatto che, all'epoca, il Vaticano e lo Stato fascista non avevano buoni rapporti, poiché i «Patti Lateranensi» erano ancora in fase di «collaudo» e vi era reciproca diffidenza.

## Descrizione
Campoforogna si trova in una posizione centrale tra le frazioni di Pian de' Valli, nel comune di Rieti, e Rialto, nel comune di Micigliano, entrambe distanti circa un chilometro.
Nelle vicinanze si trova anche la località dei Cinque Confini, che appartiene al comune di Cittaducale. 
Campoforogna rappresenta un importante punto di partenza per la maggior parte dei sentieri di montagna della zona.
Pian de' Valli, in particolare, funge da punto di partenza per diversi impianti di risalita e ospita numerose strutture ricettive. Il Terminillo, inoltre, è una meta turistica di grande rilevanza per l’intera Italia centrale, attirando visitatori da un ampio bacino di utenza che comprende l'Umbria, il Lazio settentrionale (inclusa la provincia di Rieti e la provincia di Viterbo) e parte del Lazio centrale, in particolare la città metropolitana di Roma Capitale.

### Monumenti

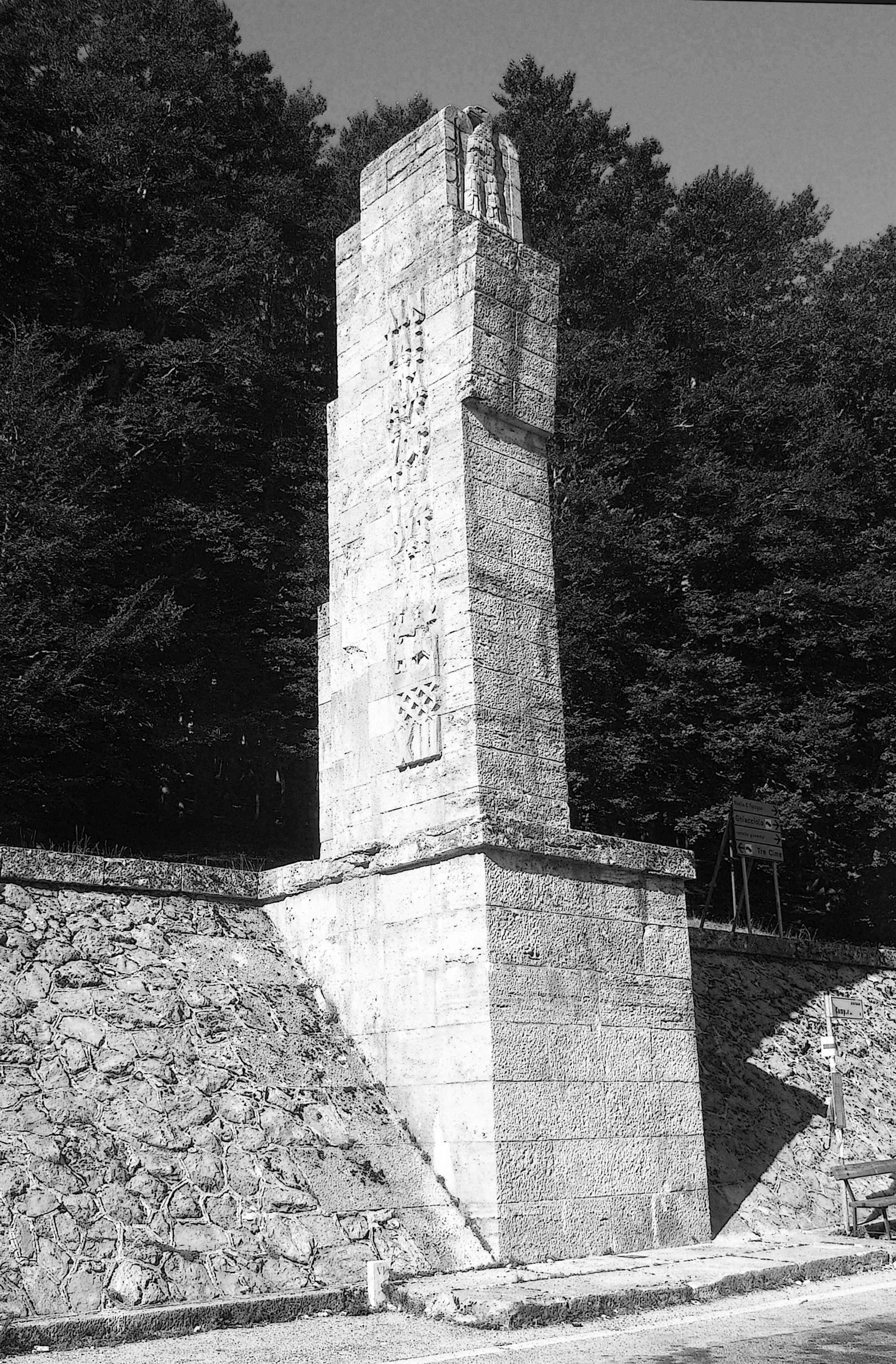
L’Erma realizzata nel 1935 in memoria ai "caduti della rivoluzione fascista", nel piazzale di Campoforogna

Monumento in travertino situato a margine del piazzale di Campoforogna è stato inaugurato nel 1935 e si trova di fronte all’ ex A.C.I., esattamente al centro della strada panoramica dell'Anello. Progettato dall’artista reatino Arduino Angelucci, il monumento è stato eretto per commemorare il termine della nuova strada Salaria bis, recentemente realizzata.
Definito anche come l'Erma dei Caduti fascisti, il monumento fu inaugurato alla presenza di numerosi esponenti politici dell'epoca. Tuttavia, nell'immediato dopoguerra, subì significativi atti di deturpazione, che portarono al danneggiamento di diverse lettere in travertino che componevano la scritta in rilievo sul lato sud.
Nel 2009, il Comune di Rieti ha avviato un intervento di ripristino del monumento, per il quale ha ottenuto un finanziamento dalla Regione Lazio destinato alla manutenzione straordinaria.

## Sport

### Ciclismo
La località è stata spesso sede di arrivo di tappa del Giro d'Italia grazie a un'impegnativa salita che parte da Vazia.
| Edizione | Tappa | Percorso                               | km    | Vincitore di tappa   |
| -------- | ----- | -------------------------------------- | ----- | -------------------- |
| 1936     | 11ª   | Rieti > Terminillo (cron. individuale) | 20,0  | Giuseppe Olmo        |
| 1937     | 8ª    | Rieti > Terminillo (cron. individuale) | 20,0  | Gino Bartali         |
| 1938     | 7ª    | Rieti > Terminillo (cron. individuale) | 19,8  | Giovanni Valetti     |
| 1939     | 11ª   | Rieti > Terminillo (cron. individuale) | 14,0  | Giovanni Valetti     |
| 1987     | 8ª    | Terni > Terminillo                     | 208,0 | Jean-Claude Bagot    |
| 1992     | 6ª    | Latina > Terminillo                    | 197,0 | Luis Herrera         |
| 1997     | 5ª    | Arezzo > Terminillo                    | 218,0 | Pavel Tonkov         |
| 2003     | 7ª    | Avezzano > Terminillo                  | 143,0 | Stefano Garzelli     |
| 2010     | 8ª    | Chianciano Terme > Terminillo          | 189,0 | Chris Anker Sørensen |

In particolare il Terminillo (Campoforogna) è la salita con il maggior numero di arrivi in salita al Giro (9 volte). La salita è considerata una delle ascese più dure del Centro-Italia, assieme a quella del Gran Sasso (Campo Imperatore) e del Blockhaus, sia per il dislivello totale (1130 m) che per la lunghezza (17,3 km) e le pendenze (media 7% con punte fino al 13%). Inoltre la località è stata l'arrivo della 5ª tappa della Tirreno-Adriatico 2015 ed ancora nel 2017 con vittoria in entrambi i casi del colombiano Nairo Quintana.

### Automobilismo
È il punto di arrivo della cronoscalata Coppa Bruno Carotti con cadenza annuale e partenza da Lisciano lungo la Strada statale 4 bis del Terminillo.

## Infrastrutture e trasporti
A Campoforogna ha termine la strada statale 4 bis del Terminillo per Rieti, ed inizia la Strada Provinciale 10 per Leonessa.
A Campoforogna è presente una fermata dell'autobus, servita dalla linea 513, gestita dall'Azienda Servizi Municipalizzati (A.S.M.) del comune di Rieti. Questa linea di autobus collega Campoforogna a Rieti, offrendo un servizio di trasporto pubblico che facilita l'accesso alla città e alle sue principali attrazioni. La fermata rappresenta un importante punto di interconnessione per residenti e turisti, contribuendo così alla mobilità nella zona e rendendo Campoforogna facilmente raggiungibile.